# Tērvete (novads)
Tērvete (łot.: Tērvetes novads) – jeden z łotewskich novadsów, funkcjonujący w latach 2009–2021.

## Historia
Novads powstało na terenach należących przed 2009 do rejonu Dobele.
W skład novadsu wchodziły trzy pagastsy: Augstkalne, Bukaiši i Tērvete. Jego stolicą została wieś Zelmeņi.
Zlikwidowany w ramach reformy administracyjnej 30 czerwca 2021. Wszedł w całości w skład nowego novadsu Dobele.